# Susan Chomba
Pour les articles homonymes, voir Chomba (homonymie).
Susan Chomba, née en 1983, est une scientifique et environnementaliste kenyane. Elle est directrice du World Resources Institute. Elle fait aussi partie des instances des Nations unies pour l'action climatique. Elle est distinguée parmi les 100 femmes de la BBC en 2023.

## Biographie
Susan Chomba grandit dans le comté de Kirinyaga, dans la pauvreté. Elle est principalement élevée par sa grand-mère car sa mère, une mère célibataire, continue à travailler. La mère de Susane Chomba cultive du poivron et des haricots verts sur un petit terrain appartenant à un oncle ; elle crée et gère une coopérative agricole.
Quand Susan Chomba a neuf ans, elle est renvoyée de l'internat local à cause de sa pauvreté. Elle fréquente alors un internat plus éloigné, dans l'ouest du Kenya. Lorsque sa mère n'a plus les moyens de lui payer ses études en internat, Susan Chomba revient à Kirinyaga pour fréquenter le lycée provincial. Chaque élève de l'école reçoit un lopin de terre à cultiver. Susan Chomba expérimente alors l'agriculture biologique, cultivant du chou pour résister au climat froid.
Bien que Susan Chomba aurait préféré étudier le droit ou l'économie agricole, elle est inscrite dans un cours de foresterie à l'université Moi,. C’est en troisième année, en suivant un cours d’agroforesterie, qu’elle trouve sa vocation.
Susan Chomba rejoint le Centre international de recherche en agroforesterie, où elle participe au programme de restauration des terres de huit pays africains, qui permet la restauration d'un million d'hectares de terres dégradées en Afrique.
Elle fait partie de la première promotion à obtenir un double master européen en foresterie tropicale durable de l'université de Bangor au Pays de Galles et de l'université de Copenhague au Danemark. Elle effectue un travail de terrain en Tanzanie. Elle continue ses études pour obtenir son doctorat en gouvernance forestière à l'université de Copenhague,.
Susan Chomba rejoint en 2021 le World Resources Institute en tant que directrice des sites vitaux pour l'Afrique, où elle dirige les travaux sur les forêts, les systèmes alimentaires et les populations,.
Elle est également ambassadrice mondiale de Race to Zero et de Race to Resilience, membre du comité des « champions pour le climat » des Nations unies pour l'action climatique,. Elle est sélectionnée par la BBC parmi les 100 femmes les plus influentes en 2023.

## Prix
- Prix d'études supérieures en foresterie Peter Henry, premier récipiendaire, Université de Bangor.
- 2016 : 16 Femmes restaurant la Terre, Forum mondial sur les paysages[3].
- 2022 : 25 femmes façonnent l’action climatique à l’échelle mondiale, Greenbiz[7],[8].
- 2023 : 100 femmes les plus influentes selon la BBC[1].